# Некрасов, Василий Александрович
Василий Александрович Некрасов (1924—1987) — полковник Советской Армии, участник Великой Отечественной войны, Герой Советского Союза (1943).

## Биография
Василий Некрасов родился 21 сентября 1924 года в селе Карловка (ныне — в Айыртауском районе Северо-Казахстанской области Казахстана). Русский. После окончания шести классов школы проживал в Спасске-Дальнем, работал горным мастером. 
В августе 1943 года Некрасов был призван на службу в Рабоче-крестьянскую Красную Армию. С сентября того же года — на фронтах Великой Отечественной войны, был автоматчиком 360-го стрелкового полка 74-й стрелковой дивизии 13-й армии Центрального фронта. 
Отличился во время освобождения Киевской области Украинской ССР, в боях за освобождение Комаринского района Гомельской области Беларуси. 
В конце сентября 1943 года Некрасов участвовал в отражении немецкой контратаки в районе села Городчан Чернобыльского района. Заставив залечь вражеских солдат, Некрасов поднял своих товарищей в атаку. В том бою он лично уничтожил 12 солдат противника.
Указом Президиума Верховного Совета СССР от 16 октября 1943 года за «образцовое выполнение боевых заданий командования на фронте борьбы с немецкими захватчиками и проявленные при этом мужество и героизм» красноармеец Василий Некрасов был удостоен высокого звания Героя Советского Союза с вручением ордена Ленина и медали «Золотая Звезда» за номером 1820.
В 1944 году Некрасов окончил курсы младших лейтенантов, в 1949 году — курсы усовершенствования офицерского состава, в 1960 году — курсы «Выстрел», в 1962 году — Дальневосточное автомобильное училище. В 1972 году в звании полковника он был уволен в запас. 
Проживал в Краснодаре. 
Умер 24 июля 1987 года, похоронен на Славянском кладбище Краснодара.

## Награды и звания
Был также награждён орденами Александра Невского, Отечественной войны I степени и Красной Звезды, рядом медалей.

## Память
- Имя Героя размещено на Аллее Славы в Комарине (Гомельская область, Беларусь), с портретом и биографией[2].